# Packwood, Washington
Packwood är en census-designated place i Lewis County i delstaten Washington. Orten hette ursprungligen Sulphur Springs. Vid 2010 års folkräkning hade Packwood 342 invånare.